# Johan Lindgren
Johan Lindgren (født 13. august 1986) er en tidligere svensk professionel cykelrytter, som cyklede for det professionelle cykelhold Française des Jeux.